# Браун, Фрэнсис (художник)
Фрэнсис Браун (англ. Francis Focer Brown; 1891—1971) — американский художник-импрессионист, член общества художников Richmond Group. Профессор и руководитель факультета изобразительного искусства в университете Ball State University в Манси, штат Индиана, в 1925-1957 годах и директор художественного музея этого города.

## Биография
Родился 19 января 1891 года в городе Glassboro, штат Нью-Джерси. Позже семья переехала в  Манси, штат Индиана, где он учился в школе Muncie Southside High School и увлекся живописью.
Во время летних каникул он брал уроки у Джона Адамса. Следуя совету Адамса, Браун поступил в институт John Herron Art Institute, где учился у Уильяма Форсайта, известного своей строгой манерой. Будучи уже женатым (с женой он познакомился еще в институте Herron), он жил в студии с женой, у которой была аллергия на масляные краски, поэтому большинство работ Брауна этого периода создано темперой, акрилом, акварелью, пастелью, углём и карандашом.
Получив признание как профессиональный художник, Браун в последующие годы преподавал в разных городах Индианы, включая Ричмонд. Педагогический опыт способствовал его становлению как педагога в университете Ball State University, где он стал профессором. Он часто выставлялся и был участником многих художественных объединений. Его работы находятся во многих музеях США, включая Художественный музей Индианаполиса и Художественный музей Ричмонда в Индиане.
Умер 14 апреля 1971 года в Манси, штат Индиана. Похоронен на городском кладбище Elm Ridge Memorial Park.
Жена — Beulah E. Hazelrigg Brown (1891-1987); дети — Aldin Hillis Brown (1919-1988) и Folger Wescott Brown (1922-2006).